# Supercopa de Cataluña de fútbol 2019
La Supercopa de Cataluña de fútbol 2019 fue la IV edición del torneo regional de Cataluña, España, correspondiente a la temporada 2018-2019. Se disputó a partido único el día 6 de marzo de 2019, en el Nova Creu Alta de la ciudad de Sabadell. Esta edición enfrentó al Fútbol Club Barcelona y al Girona Fútbol Club este último coronándose campeón en su primera participación.

## Partido
| 13    | Guardameta     | Jasper Cillessen     |     |
| 2     | Defensa        | Moussa Wague         |     |
| 17    | Defensa        | Jeison Murillo       |     |
| 23    | Defensa        | Samuel Umtiti        | 46' |
| 5     | Defensa        | Juan Miranda         |     |
| 8     | Centrocampista | Riqui Puig           |     |
| 6     | Centrocampista | Jean-Clair Todibo    | 66' |
| 21    | Centrocampista | Carles Aleñá         |     |
| 14    | Delantero      | Malcom               |     |
| 7     | Delantero      | Álex Collado         | 76' |
| 19    | Delantero      | Kevin-Prince Boateng |     |
| D. T. | D. T.          | Ernesto Valverde     |     |

| 1     | Guardameta     | Gorka Iraizoz     |  |
|       | Defensa        | Bandera de ?      |  |
|       | Defensa        | Bandera de ?      |  |
|       | Defensa        | Bandera de ?      |  |
|       | Defensa        | Bandera de ?      |  |
|       | Centrocampista | Bandera de ?      |  |
|       | Centrocampista | Bandera de ?      |  |
|       | Centrocampista | Bandera de ?      |  |
|       | Centrocampista | Bandera de ?      |  |
|       | Delantero      | Bandera de ?      |  |
|       | Delantero      | Bandera de ?      |  |
| D. T. | D. T.          | Eusebio Sacristán |  |

| 4 | Centrocampista | Oriol Busquets | 46' |
| 3 | Defensa        | Chumi          | 66' |
| 9 | Delantero      | Abel Ruiz      | 76' |

| 69' | Christian Stuani | 0:1 |

| 85' · 86' | Èric Montes Christian Stuani |

| Principal  | Medié Jiménez    |
| Asistentes | Juan Barranco    |
|            | Brian Valencia   |
| Cuarto     | Carlos Calderiña |

| 13    | Guardameta     | Jasper Cillessen     |     |
| 2     | Defensa        | Moussa Wague         |     |
| 17    | Defensa        | Jeison Murillo       |     |
| 23    | Defensa        | Samuel Umtiti        | 46' |
| 5     | Defensa        | Juan Miranda         |     |
| 8     | Centrocampista | Riqui Puig           |     |
| 6     | Centrocampista | Jean-Clair Todibo    | 66' |
| 21    | Centrocampista | Carles Aleñá         |     |
| 14    | Delantero      | Malcom               |     |
| 7     | Delantero      | Álex Collado         | 76' |
| 19    | Delantero      | Kevin-Prince Boateng |     |
| D. T. | D. T.          | Ernesto Valverde     |     |

| 1     | Guardameta     | Gorka Iraizoz     |  |
|       | Defensa        | Bandera de ?      |  |
|       | Defensa        | Bandera de ?      |  |
|       | Defensa        | Bandera de ?      |  |
|       | Defensa        | Bandera de ?      |  |
|       | Centrocampista | Bandera de ?      |  |
|       | Centrocampista | Bandera de ?      |  |
|       | Centrocampista | Bandera de ?      |  |
|       | Centrocampista | Bandera de ?      |  |
|       | Delantero      | Bandera de ?      |  |
|       | Delantero      | Bandera de ?      |  |
| D. T. | D. T.          | Eusebio Sacristán |  |

| 4 | Centrocampista | Oriol Busquets | 46' |
| 3 | Defensa        | Chumi          | 66' |
| 9 | Delantero      | Abel Ruiz      | 76' |

| 69' | Christian Stuani | 0:1 |

| 85' · 86' | Èric Montes Christian Stuani |

| Principal  | Medié Jiménez    |
| Asistentes | Juan Barranco    |
|            | Brian Valencia   |
| Cuarto     | Carlos Calderiña |

| 13    | Guardameta     | Jasper Cillessen     |     |
| 2     | Defensa        | Moussa Wague         |     |
| 17    | Defensa        | Jeison Murillo       |     |
| 23    | Defensa        | Samuel Umtiti        | 46' |
| 5     | Defensa        | Juan Miranda         |     |
| 8     | Centrocampista | Riqui Puig           |     |
| 6     | Centrocampista | Jean-Clair Todibo    | 66' |
| 21    | Centrocampista | Carles Aleñá         |     |
| 14    | Delantero      | Malcom               |     |
| 7     | Delantero      | Álex Collado         | 76' |
| 19    | Delantero      | Kevin-Prince Boateng |     |
| D. T. | D. T.          | Ernesto Valverde     |     |

| 1     | Guardameta     | Gorka Iraizoz     |  |
|       | Defensa        | Bandera de ?      |  |
|       | Defensa        | Bandera de ?      |  |
|       | Defensa        | Bandera de ?      |  |
|       | Defensa        | Bandera de ?      |  |
|       | Centrocampista | Bandera de ?      |  |
|       | Centrocampista | Bandera de ?      |  |
|       | Centrocampista | Bandera de ?      |  |
|       | Centrocampista | Bandera de ?      |  |
|       | Delantero      | Bandera de ?      |  |
|       | Delantero      | Bandera de ?      |  |
| D. T. | D. T.          | Eusebio Sacristán |  |

| 4 | Centrocampista | Oriol Busquets | 46' |
| 3 | Defensa        | Chumi          | 66' |
| 9 | Delantero      | Abel Ruiz      | 76' |

| 69' | Christian Stuani | 0:1 |

| 85' · 86' | Èric Montes Christian Stuani |

| Principal  | Medié Jiménez    |
| Asistentes | Juan Barranco    |
|            | Brian Valencia   |
| Cuarto     | Carlos Calderiña |

| 13    | Guardameta     | Jasper Cillessen     |     |
| 2     | Defensa        | Moussa Wague         |     |
| 17    | Defensa        | Jeison Murillo       |     |
| 23    | Defensa        | Samuel Umtiti        | 46' |
| 5     | Defensa        | Juan Miranda         |     |
| 8     | Centrocampista | Riqui Puig           |     |
| 6     | Centrocampista | Jean-Clair Todibo    | 66' |
| 21    | Centrocampista | Carles Aleñá         |     |
| 14    | Delantero      | Malcom               |     |
| 7     | Delantero      | Álex Collado         | 76' |
| 19    | Delantero      | Kevin-Prince Boateng |     |
| D. T. | D. T.          | Ernesto Valverde     |     |

| 1     | Guardameta     | Gorka Iraizoz     |  |
|       | Defensa        | Bandera de ?      |  |
|       | Defensa        | Bandera de ?      |  |
|       | Defensa        | Bandera de ?      |  |
|       | Defensa        | Bandera de ?      |  |
|       | Centrocampista | Bandera de ?      |  |
|       | Centrocampista | Bandera de ?      |  |
|       | Centrocampista | Bandera de ?      |  |
|       | Centrocampista | Bandera de ?      |  |
|       | Delantero      | Bandera de ?      |  |
|       | Delantero      | Bandera de ?      |  |
| D. T. | D. T.          | Eusebio Sacristán |  |

| 4 | Centrocampista | Oriol Busquets | 46' |
| 3 | Defensa        | Chumi          | 66' |
| 9 | Delantero      | Abel Ruiz      | 76' |

| 69' | Christian Stuani | 0:1 |

| 85' · 86' | Èric Montes Christian Stuani |

| Principal  | Medié Jiménez    |
| Asistentes | Juan Barranco    |
|            | Brian Valencia   |
| Cuarto     | Carlos Calderiña |

|                               |
| Campeón Girona F.C. 1° título |